# Sibirischer Maulwurf
Der Sibirische Maulwurf (Talpa altaica), auch Altai-Maulwurf, ist eine Säugetierart aus der Familie der Maulwürfe (Talpidae) innerhalb der Ordnung der Insektenfresser (Eulipotyphla). Er kommt im westlichen und zentralen Sibirien in einem sehr ausgedehnten Verbreitungsgebiet vor. Als Habitat nutzt er verschiedene Waldlandschaften und teils offene Gebiete. Es handelt sich um den größten Vertreter der Eurasischen Maulwürfe. Äußerlich ähnelt der Sibirische Maulwurf seinen weiter westlich beheimateten Verwandten. Besondere Kennzeichen finden sich in dem grauen Fell, dem vergleichsweise kurzen Schwanz und in den verhältnismäßig kleinen Mahlzähnen. Die Augen sind wie beim Europäischen Maulwurf nicht von Haut überdeckt. Die Tiere leben unterirdisch und graben teils verzweigte Tunnel mit Nestkammern. Die Ausgänge werden durch typische Auswurfhügel gekennzeichnet. Als Nahrung dienen überwiegend Regenwürmer, untergeordnet auch Insekten. Weibchen bringen pro Wurf drei bis sechs Jungen zur Welt. Markant ist eine Diapause, wodurch es zur verzögerten Entwicklung der Embryonen kommt und zwischen Paarung und Geburt bis zu zehn Monate vergehen können. Die Art wurde im Jahr 1883 wissenschaftlich beschrieben, durch verschiedene Reiseberichte war sie aber schon in der ersten Hälfte des 19. Jahrhunderts bekannt. Der Bestand wird als nicht gefährdet eingestuft, in der Vergangenheit wurden die Tiere aber stark bejagt.

## Merkmale

### Habitus
Der Sibirische Maulwurf ist der größte Vertreter der Eurasischen Maulwürfe. Seine Kopf-Rumpf-Länge beträgt 12,4 bis 23,2 cm, hinzu kommt ein 2,0 bis 3,4 cm langer Schwanz. Das Gewicht kann bis zu 225 g betragen. Eine Untersuchung von 35 Individuen erbrachte eine Körperlänge von 13,5 bis 17 cm, eine Schwanzlänge von 1,6 bis 2,6 cm und ein Gewicht von 63 bis 185 g. Männchen werden im Durchschnitt größer als Weibchen. Der Schwanz ist vergleichsweise kurz und entspricht rund 13,8 % der Länge des restlichen Körpers. Wie alle Eurasischen Maulwürfe ist der Körper zylindrisch geformt, der Kopf sitzt auf einem kurzen Hals und die Vorderfüße sind nach außen gedreht. Vergleichbar zum bekannteren Europäischen Maulwurf (Talpa europaea) werden die Augen nicht durch eine Hautfalte bedeckt. Beim Sibirischen Maulwurf ist außerdem der Nasenspiegel sehr breit. Das Körperfell zeichnet sich durch eine mausgraue, schwarzgraue oder tief braune Färbung aus. Am Rücken, an der Kehle und an der Brust treten einzelne gelblich braune Flecken auf. Selten sind bisher albinotische Individuen belegt. Die Hinterfußlänge liegt bei 1,9 bis 2,5 cm. Der Vorderfuß wird 1,8 bis 2,4 cm lang und 1,9 bis 2,3 cm breit.

### Schädel- und Gebissmerkmale
Die Schädellänge beläuft sich auf 30,2 bis 41,2 mm. Auffallend am Schädel sind die verlängerten Nasenöffnungen und das schlitzförmige Foramen infraorbitale. Das Gebiss ist stark variabel aufgebaut, normal besteht es aus 44 Zähnen mit folgender Zahnformel: {\displaystyle {\frac {3.1.4.3}{3.1.4.3}}}. Es treten aber häufig Anomalien in Form von fehlenden, überzähligen oder miteinander verwachsenen Zähnen auf. Dadurch kann das Gebiss 34 bis 47 Zähne umfassen. Unter knapp 1790 untersuchten Individuen ließ sich bei gut 23 % ein abweichender Gebissaufbau feststellen. Am häufigsten fehlen der obere erste und der untere dritte Prämolar. Zusätzliche Zähne bilden sich im Oberkiefer wiederum hinter dem vorletzten und dem letzten Prämolaren, können aber auch die Schneidezähne und die Molarenreihe betreffen. Verwachsene Zähne finden sich nur bei den Prämolaren. Generell sind die Zähne vergleichsweise klein, die Prämolaren erreichen etwa die Ausmaße der Molaren. Vor allem der vordere Molar des Oberkiefers ist sehr schmal und verfügt über einen nur kleinen Protoconus. Der innere obere Schneidezahn ist hoch und ähnelt einem Dolch. Die gesamte obere Zahnreihe erweist sich als sehr kurz und beansprucht rund 35 bis 40 % der Schädellänge.

### Genetische Merkmale
Der diploide Chromosomensatz lautet 2n = 34. Er setzt sich aus 13 meta- bis submetazentrischen und 3 telozentrischen Paaren zusammen. Das X-Chromosom ist klein und zweiarmig, das Y-Chromosom fleckenhaft. Das erste Chromosom stellt das größte dar.

## Verbreitung und Lebensraum

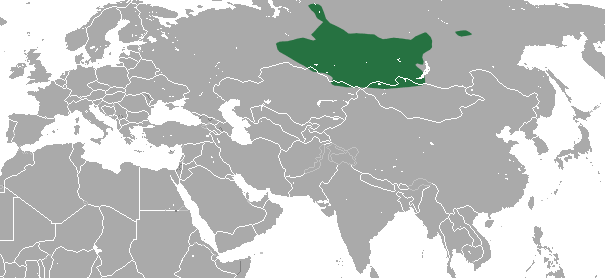
Verbreitungsgebiet des Sibirischen Maulwurfs

Das Verbreitungsgebiet des Sibirischen Maulwurfs befindet sich in Nordasien. Es dehnt sich über weite Bereiche des westlichen und zentralen Sibiriens etwa zwischen dem 80. und 120 östlichen Längengrad aus. Seine Grenzen werden in etwa durch das Becken des Irtysch im Westen und durch den Baikalsee sowie die Lena im Osten markiert. Im Süden reicht es vom Salair, Altai und Sajan nordwärts bis zum Jenissei bei etwa 68 bis 69° nördlicher Breite. Dadurch tritt die Art in Russland sowie im Norden Kasachstans und der Mongolei auf. Die bevorzugten Habitate bestehen aus mosaikartigen Waldsteppenlandschaften mit Laub- und Mischwäldern, zusätzlich sind die Tiere auch in den Bereichen der Taiga und auf Hochgebirgswiesen zu finden. Häufig treten sie in Wäldern mit dichter Untergrundvegetation und Gebüschen auf, die auf humusreichen Böden mit hohem Grundwasserspiegel gedeihen. In dunklen Nadelwäldern sind sie seltener anzutreffen, Überflutungs- und Marschland meiden sie. In Regionen mit regelmäßigen Überflutungen oder mit Frühjahresschmelze wandert der Sibirische Maulwurf, wobei er im Sommer Wassernähe sucht, im Herbst aber in höhere Gebiete ausweicht. In Gebirgslagen dringt er bis in 2000 bis 3500 m Höhe über den Meeresspiegel vor. Die Populationsdichte beträgt im westlichen Sibirien etwa 0,5 bis 2,5 Individuen je Quadratkilometer, in Mischwäldern steigt sie auf 1 bis 3 Tiere je Hektar.

## Lebensweise

### Territorialverhalten
Wie andere Eurasische Maulwürfe auch lebt der Sibirische Maulwurf unterirdisch und legt Tunnel und Gänge an. In trockenen Jahresabschnitten gräbt er zumeist tiefer. Teilweise führen seine Gänge auch durch Schnee oder Blätterabfall, letzteres ist häufig bei Regenperioden zu beobachten. Die Eingänge der Tunnel werden durch Auswurfhügel (Maulwurfshügel) angezeigt. Diese weisen einen Durchmesser von 48 cm auf und sind rund 15 cm hoch. Im Frühjahr findet sich häufig nur ein Hügel auf einem Hektar. Die Tunnel besitzen eine Breite von 5 bis 8 cm auf, sind zwischen 1 und 29 cm tief angelegt und erstrecken sich über rund 90 m Länge. Rundliche Nestkammern von 4 bis 25 cm Durchmesser verbinden bis zu einem halben Dutzend Tunnel. Ein Teil dieser Gänge verläuft horizontal und dienen der Luftversorgung beziehungsweise als Fluchtweg. Die Kammern befinden sich überwiegend in gut durchfeuchtetem Boden, der früh schneefrei ist, und liegen zum Schutz unter Baumwurzeln oder Felsen. Im Innern befindet sich ein Nest aus trockenem Pflanzenmaterial. In der Regel ist der Sibirische Maulwurf ganztägig aktiv, die meisten Grabungsaktivitäten finden jedoch nachts zwischen 21.00 und 01.00 Uhr statt. Außerdem kann er gut schwimmen und bewegt sich im Wasser mit rund 1 km/h fort.
Der Sibirische Maulwurf wandert jahreszeitlich. In feuchten Perioden sucht er höhere Regionen auf und kehrt in trockeneren Jahresabschnitten in Täler zurück. Bei schlechten äußeren Bedingungen überwinden die Tiere Entfernungen bis zu 2,5 km und bleiben in den Tunneln verborgen. Die räumlichen Aktivitäten beschränken sich im Frühjahr auf rund 50 bis 70 m². Benachbarte Individuen halten sich in einer Entfernung von 300 bis 500 m zueinander auf.

### Ernährung
Die Hauptnahrung des Sibirischen Maulwurfs setzt sich aus Wirbellosen zusammen. Den größten Anteil haben Regenwürmer, die in 85,3 bis 100 % aller untersuchten Mageninhalte gefunden wurden. Sie stellen insgesamt 63,0 bis 73,6 % der erbeuteten Nahrungsmenge dar. Häufig werden die Regenwürmer durch die Verstümmelung der vorderen Segmente betäubt und in Vorratsplätzen gebracht. Einige dieser Plätze unter Maulwurfshügeln können bis zu 150 cm³ an Regenwürmern beinhalten. Andere Beute besteht aus Insekten, vor allem Larven, und Tausendfüßer. Unter den Insekten dominieren Maikäfer, Schnellkäfer, Rüsselkäfer, Schwarzkäfer und Schnaken. Der Magen eines Tieres fasst etwa 0,9 bis 3,4 g.

### Fortpflanzung
Weibliche Individuen sind mit 1 bis 1,5 Monaten geschlechtsreif, männliche mit zwei Jahren. Die Paarungszeit findet von Mitte Mai bis zum späten September statt. Ein Höhepunkt wird im Sommer zwischen Juni und August erreicht. Junge Weibchen in ihrem ersten Lebensjahr können sich sehr spät im Jahr verpaaren. Eine verzögerte Einpflanzung der Eizelle dehnt die Tragzeit unter Umständen auf neun bis zehn Monate aus. Dadurch finden sich im Herbst meist nur zwei bis vier Blastozysten von 0,8 bis 1 mm Durchmesser je Gebärmutterhorn, wobei diese zuvor eine mehrphasige Entwicklung durchlaufen haben. Die Diapause ist wahrscheinlich eine Anpassung an die härteren Klimabedingungen im nördlichen Asien. Die Embryonalentwicklung beginnt im Frühjahr im April und verläuft relativ schnell. Ende April bis Ende Mai kommen dann die Jungen zur Welt. Ein Wurf umfasst zwischen drei und sechs Neugeborene, im Durchschnitt 4,6. Sie werden für 35 bis 40 Tage gesäugt. Bei der Entwöhnung im späten Juni oder Juli wiegen sie zwischen 80 und 134 g und haben so rund 80 bis 90 % des Gewichts der ausgewachsenen Tiere erreicht. Die Mortalitätsrate in dieser Phase ist relativ hoch, so dass von einem Wurf überwiegend nur zwei Junge die Entwöhnung erreichen. Schätzungsweise überleben 23,3 bis 29,6 % der Tiere den ersten Winter, 12,9 bis 18,4 % den zweiten und 11,8 bis 12,9 % den dritten. Die maximale Lebensspanne beträgt fünf bis sechs Jahre. Zu den häufigsten Todesursachen gehören extreme Frühjahresschmelzen und schneearme Winter. Beides kann zum Verschwinden lokaler Bestände beitragen.

### Fressfeinde und Parasiten
Es sind keine Beutegreifer bekannt, die dem Sibirischen Maulwurf als primäre Nahrungsressource nachstellen. Als äußere Parasiten wurden unter anderem Flöhe der Gattung Callopsylla beschrieben.

## Systematik
Der Sibirische Maulwurf ist eine Art aus der Gattung der Eurasischen Maulwürfe (Talpa). Die Gattung umfasst rund 15 weitere Mitgliedern, zu denen als bekanntestes der Europäische Maulwurf (Talpa europaea) gehört. Die Eurasischen Maulwürfe bilden einen Teil der Tribus der Eigentlichen Maulwürfe (Talpini) und der Familie der Maulwürfe (Talpidae). Die Tribus wiederum setzt sich aus den zumeist grabenden Formen der Maulwürfe zusammen. Andere Angehörige der Familie leben dem gegenüber nur teilweise unterirdisch, bewegen sich oberirdisch fort oder verfolgen eine semi-aquatische Lebensweise.

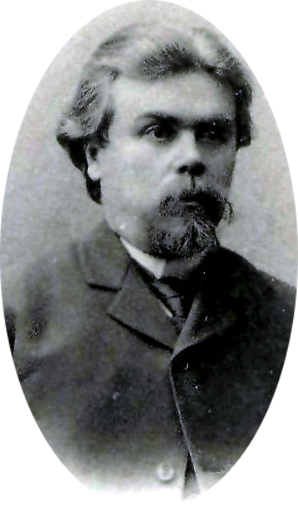
Alexander Michailowitsch Nikolsky

Die wissenschaftliche Erstbeschreibung des Sibirischen Maulwurfs erstellte Alexander Michailowitsch Nikolsky im Jahr 1883. Er veröffentlichte sie innerhalb seines Reiseberichtes über seine Expedition in den Altai im Sommer 1882. In seiner ausführlichen Darstellung hob er die im Vergleich zum Europäischen Maulwurf größeren Körperausmaße, die kleinen Mahlzähne und die dunkle Fellfärbung hervor. Außerdem verwies er auf Peter Simon Pallas, der bereits 1831 in seiner Zoographia Rosso-Asiatica einen „sibirischen Maulwurf“ im Flusstal der Lena erwähnte, ihn aber zum Europäischen Maulwurf stellte. Später berichteten auch Alexander Theodor von Middendorff im Jahr 1853 und Gustav Radde im Jahr 1862 über sibirische Maulwürfe bis in die Umgebung von Irkutsk, wobei ersterer vermutete, dass es sich aufgrund der abweichenden Merkmale vom Europäischen Maulwurf um eine eigenständige Art handelte. Als Fundregion seines Exemplars gab Nikolsky Barnaul in der heutigen Region Altai an. Heute wird als Typuslokalität zumeist das Tal von Tourak südöstlich der Stadt genannt.
Als einziges Mitglied der Gattung Talpa steht der Sibirische Maulwurf nicht in der ebenfalls Talpa genannten Untergattung, sondern wird zu Asioscalops verwiesen. Die Bezeichnung war 1941 von Sergei Uljanowitsch Stroganow als Untergattung eingeführt worden und basiert auf morphologischen Merkmalen. Hierzu gehören etwa die Form des Beckens, dessen vierter Kreuzbeinwirbel nach hinten geöffnet ist (caecoidal), der große und am Rostrum verlängerte Schädel, die vergleichsweise kleinen Mahlzähne sowie die generell kurze Zahnreihe. Andere Autoren ergänzten dies nachträglich noch um weitere Merkmale wie den abweichenden Aufbau des aufsteigenden Astes am Unterkiefer und der Form der Eichel des Penis. Ein zusätzlicher deutlicher Unterschied zu den anderen Eurasischen Maulwürfen ist die Diapause, die zu einer verzögerten Entwicklung der Embryonen führt. Später, im Jahr 1957, hob Stroganov Asioscalops auf Gattungsebene, was aber im weiteren Verlauf der Forschungsgeschichte unterschiedlich akzeptiert wurde. Josef Kratochvíl und Bohumil Král argumentierten 1972 aufgrund karyologischer Befunde, dass Asioscalops eine Vermittlerrolle zwischen den Eurasischen Maulwürfen und dem nordamerikanischen Haarschwanzmaulwurf (Parascalops) einnehme. Alle drei Gattungen besitzen einen recht ursprünglichen Chromosomensatz von 2n = 34, lediglich bei einigen Vertretern der kaukasischen Maulwürfe und beim Blindmaulwurf als Angehörige der Gattung Talpa hat sich ein erweiterter Chromosomensatz ausgebildet. Shin-ichiro Kawada widersprach dem dann aber nach neueren karyologischen Untersuchungen im Jahr 2002 und kam zu stärkeren Übereinstimmungen von Asioscalops und Talpa. Andere Autoren wiederum sehen in den morphologischen und morphometrischen Schädelmerkmalen evidente Unterschiede zwischen Talpa und Asioscalops, die ihrer Auffassung nach in etwa gleichrangig sind wie zu vergleichbaren Merkmalen bei den Ostasiatischen Maulwürfen (Mogera). Im achten Band des Standardwerkes Handbook of the Mammals of the World aus dem Jahr 2018 ordnet Boris Kryštufek Asioscalops als Untergattung ein.
Die vor allem in den 2000er und 2010er Jahren vielfach eingesetzten molekulargenetischen Untersuchungen brachten neue Einblicke in die Verwandtschaftsverhältnisse der Maulwürfe. Demnach bildet der Sibirische Maulwurf gemeinsam mit allen anderen Angehörigen der Eurasischen Maulwürfe eine monophyletische Gruppe und gehört somit der Gattung Talpa an. Innerhalb dieser zeigt er sich als ein ursprünglicher Abzweig, der nach Untersuchungen von Anna A. Bannikova und Kollegen aus dem Jahr 2015 bereits im Oberen Miozän vor 5,5 bis 6,5 Millionen Jahren eigene Wege beschritt. Ähnlich alt ist eine Gruppe eher östlich verbreiteter Formen um den Kaukasischen Maulwurf (Talpa caucasica) und den Pater-David-Maulwurf (Talpa davidiana). Der Großteil der anderen Vertreter der Eurasischen Maulwürfe hingegen wird einer westlichen Gruppe zugewiesen, die den Europäischen Maulwurf und dessen nähere Verwandtschaft sowie die des Levantinischen Maulwurfs (Talpa levantis) zusammenfasst.
Fossilfunde von Maulwürfen sind allgemein recht selten. Vom Sibirischen Maulwurf ist ein Unterkieferfragment mit den beiden hinteren Mahlzähnen und den Alveolen der vorderen Backenzähne aus der Höhle Razdolinskaya 7 in der Region von Irkutsk berichtet worden. Er fällt in seinen Ausmaßen in die Variationsbreite des Europäischen Maulwurfs, weist aber im Gegensatz zu diesem und in Übereinstimmung mit dem Sibirischen Maulwurf kleine Zähne auf. Der Fund datiert in das Oberpleistozän.
Über die Anzahl der Unterarten liegt keine Einigkeit vor. Teilweise werden bis zu einem halben Dutzend ausgewiesen. Michail Wjatscheslawowitsch Saizev erkannte im Jahr 2014 insgesamt drei Unterarten an:
- T. a. altaica Nikolsky, 1883; Nominatform; beschrieben aus der Region Altai; im Großteil des Verbreitungsgebietes mit Ausnahme des Naryn-Kamms und des südwestlichen Transbaikalien; dunkler gefärbt, 9,9 bis 19,5 cm lang
- T. a. gusevi Fetisov, 1956; beschrieben aus dem Oblast Irkutsk; Tuwa und südwestliches Transbaikalien; eher klein, aber ähnlich gefärbt wie die Nominatform, 14,0 bis 16,5 cm lang
- T. a. tymensis Egorin, 1937; beschrieben aus dem Oblast Tomsk; in den Tälern des Naryn und des Wassjugan; eher klein und heller, 11,7 bis 16,0 cm lang

Bannikova und Vladimir S. Lebedev listen wiederum im Jahr 2012 sechs Unterarten auf:
- T. a. altaica Nikolsky, 1883; Nominatform; Altai und angrenzende Gebiete
- T. a. gusevi Fetisov, 1956; Tuwa und südöstliches Transbaikalien
- T. a. salairica Egorin, 1936; Salair, Kusnezker Alatau
- T. a. sibirica Egorin, 1937; Umgebung von Mariinsk, Becken des Jenissei
- T. a. suschkini Kastschenko, 1905; Sajan, Krasnojarsk ostwärts bis zum Baikalsee
- T. a. tymensis Egorin, 1937; Becken des Wassjugan und des Tym

Dagegen sieht Kryštufek im Jahr 2018 die Verbreitungsgrenzen zwischen den einzelnen beschriebenen Unterarten als nicht eindeutig an. Er stuft den Sibirischen Maulwurf daher als monotypisch ein.

## Bedrohung und Schutz
Der Sibirische Maulwurf ist weit verbreitet und relativ häufig. Größere Bedrohungen für den Gesamtbestand sind nicht bekannt. Die IUCN listet ihn daher als „nicht bedroht“ (least concern). Im westlichen Sibirien können Waldrodungen und damit verbundene Schädigungen angrenzender Grasländer zu einem deutlichen Rückgang der lokalen Bestände führen. Andererseits schaffen Entwaldungen in bestimmten Regionen auch besiedelbare Areale für den Sibirischen Maulwurf und ermöglichen so einen Populationszuwachs um teils bis zu dem Zehnfachen. In der Vergangenheit wurde er häufig bejagt, überwiegend seines Felles wegen. In den 1930er bis 1950er Jahren gelangten so allein im westlichen Sibirien jährlich zwischen 180.000 und 185.000 Felle in den Handel. In Russland steht der Sibirische Maulwurf heute auf der Roten Liste von Burjatien, Jakutien und der Oblast Omsk. Er kommt in mehreren Naturschutzgebieten vor, allein in der Mongolei sind etwa 16 % seines Verbreitungsgebietes geschützt.